# Verena Herzog

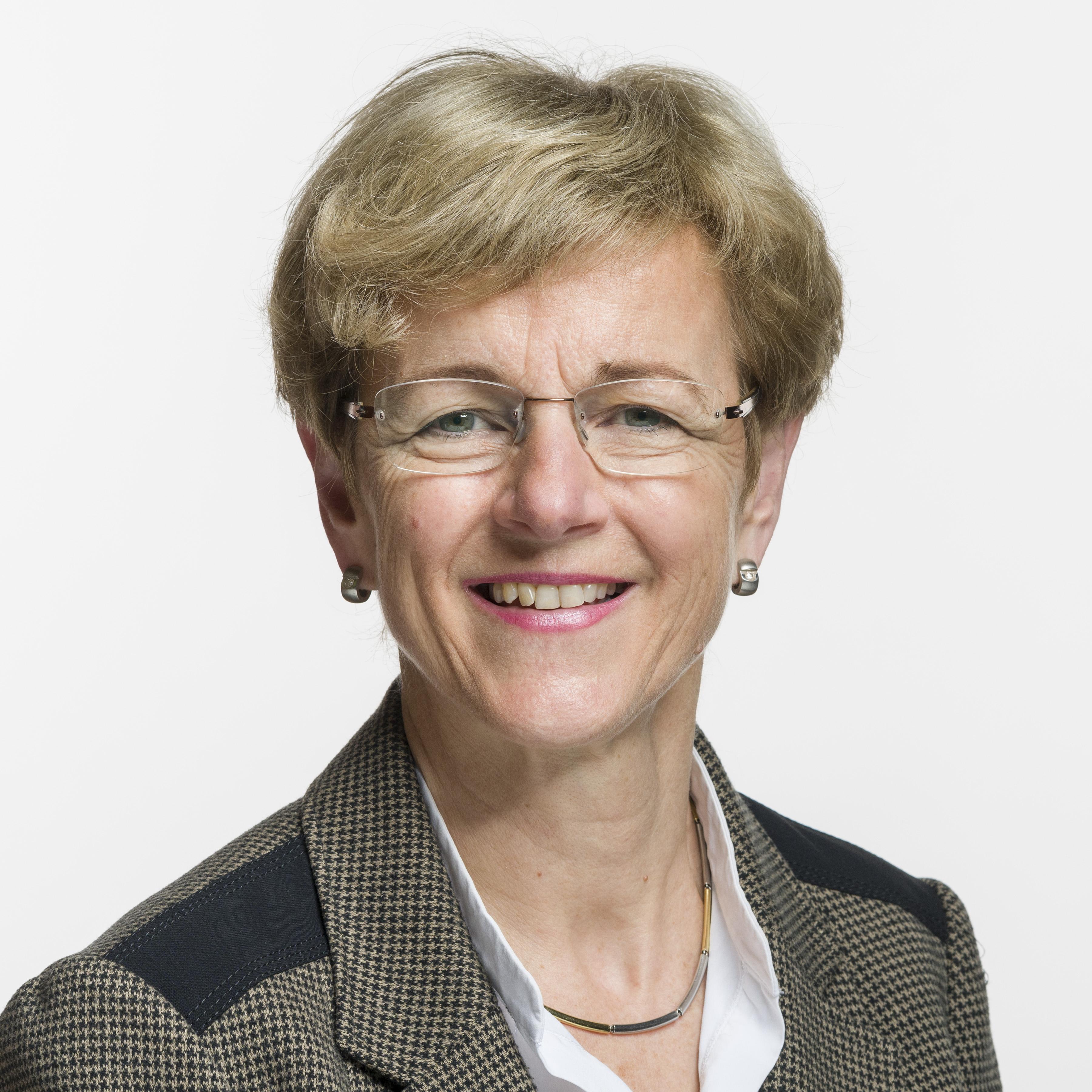
Verena Herzog (2019)

Verena Herzog (* 7. Februar 1956 in Winterthur) ist eine Schweizer Politikerin (SVP). Sie war von 2013 bis 2023 Nationalrätin aus dem Kanton Thurgau.

## Biografie
Verena Herzog absolvierte nach der Matura in Winterthur das Kindergärtnerinnenseminar in St. Gallen. Danach arbeitete sie als Kindergärtnerin. Seit 2001 ist sie administrative Geschäftsleiterin der kieferorthopädischen Praxis ihres Ehemanns. Sie wohnt in Frauenfeld, ist verheiratet und hat drei erwachsene Kinder.
Ihre politische Karriere startete Herzog 1997 als Mitglied der Primarschulbehörde Frauenfeld, der sie bis 2009 angehörte. Von 2006 bis 2013 war Präsidentin der SVP Bezirk Frauenfeld. 2007 rückte sie für den zurückgetretenen Jakob Turnheer in den Grossen Rat nach, wo sie der Geschäftsprüfungskommission angehörte, und 2009 wurde sie Gemeinderätin (Legislative) von Frauenfeld.
Herzog kandidierte bei den Nationalratswahlen 2007 und 2011 und landete 2011 auf dem ersten Ersatzplatz. Mit Peter Spuhlers Rücktritt aus dem Nationalrat Ende 2012 rückte sie 2013 für die SVP in den Nationalrat nach. Aufgrund ihres Nationalratsmandats trat sie als Kantons- und Gemeinderätin zurück. Bei den Nationalratswahlen 2015 und 2019 wurde sie im Amt bestätigt. Im September 2022 wurde bekannt, dass sie nach Ablauf der laufenden Legislaturperiode Ende 2023 zurücktritt. Sie hatte Einsitz in der Kommission für soziale Sicherheit und Gesundheit sowie der Kommission für Wissenschaft, Bildung und Kultur. Sie war zudem Co-Präsidentin der parlamentarischen Gruppen «Kinder- und Jugendmedizin», «Nichtübertragbare Krankheiten» sowie «Pflege» und Mitglied der Gruppen «Altersfrage», «Bundeshaus-Band», «Christ+Politik», «Drogenpolitik», «Für ein freiheitliches Waffenrecht», «Sport», «Wasserstoff», «Wirtschafts- und währungspolitischer Arbeitskreis» sowie «Wohn- und Grundeigentum» (Stand: April 2022).
Herzogs Schwerpunkt war die Familien- und Bildungspolitik. Sie vertrat ein konservatives Familienbild. Sie war Mitglied im 2015 von konservativen und kirchlichen Kreisen gegründeten Verein «Für eine traditionelle Familie». Dieser will die traditionelle Familie stärken und wollte die gleichgeschlechtliche Ehe in der Schweiz verhindern, die in der Abstimmung vom 26. September 2021 angenommen wurde. Im Jahr 2019 kam Kritik auf, als sie in der SVP-Parteizeitung schrieb, dass Frühförderung für Kinder und Krippen sie «an das verwerfliche Gedankengut, mit welchem die Verdingkinder zur besseren Erziehung weggegeben wurden», erinnerten.
Herzog ist Präsidentin des Vereins «Jugend ohne Drogen» und Co-Präsidentin des Vereins «Bodenseegärten».